# Xã East Waterloo, Quận Black Hawk, Iowa
Xã East Waterloo (tiếng Anh: East Waterloo Township) là một xã thuộc quận Black Hawk, tiểu bang Iowa, Hoa Kỳ. Năm 2010, dân số của xã này là 1.395 người.